# Хокей на зимових Олімпійських іграх 2022 — склади (жінки)
У цій статті наведено склади збірних країн, що брали участь у турнірі з хокею серед жінок на зимових Олімпійських іграх 2022.
Вік і клуби подано станом на день початку турніру, 3 лютого 2022 року.

## Група A

### Канада
Склад жіночої збірної Канади з 23-х гравчинь оголошено 11 січня 2022 року. Команда складається з тринадцятьох нападниць (Н), семи захисниць (Н) і трьох воротарок (В).
Головний тренер : Трой Раян
| №  | Поз. | Ім'я                 | Зріст  | Вага  | Дата народження                  | Клуб                      |
| -- | ---- | -------------------- | ------ | ----- | -------------------------------- | ------------------------- |
| 3  | З    | Жоселін Ларок        | 1,68 м | 66 кг | 19 травня 1988 (вік 33 роки)     | PWHPA Toronto             |
| 6  | Н    | Ребекка Джонстон     | 1,75 м | 67 кг | 24 вересня 1989 (вік 32 роки)    | PWHPA Calgary             |
| 7  | Н    | Лора Стейсі          | 1,78 м | 71 кг | 5 травня 1994 (вік 27 років)     | PWHPA Montreal            |
| 10 | Н    | Сара Фільє           | 1,63 м | 59 кг | 09 червня 2000 (вік 21 рік)      | Princeton Tigers          |
| 11 | Н    | Джилл Солньєр        | 1,65 м | 66 кг | 7 березня 1992 (вік 29 років)    | PWHPA Montreal            |
| 14 | З    | Рената Фаст          | 1,70 м | 65 кг | 6 жовтня 1994 (вік 27 років)     | PWHPA Toronto             |
| 15 | Н    | Мелоді Дауст         | 1,63 м | 71 кг | 7 січня 1992 (вік 30 років)      | PWHPA Montreal            |
| 17 | З    | Елла Шелтон          | 1,73 м | 68 кг | 19 січня 1998 (вік 24 роки)      | PWHPA Toronto             |
| 19 | Н    | Браянн Дженнер – A   | 1,75 м | 71 кг | 4 травня 1991 (вік 30 років)     | PWHPA Toronto             |
| 20 | Н    | Сара Нерс            | 1,75 м | 67 кг | 4 січня 1995 (вік 27 років)      | PWHPA Toronto             |
| 21 | З    | Ештон Белл           | 1,73 м | 64 кг | 7 грудня 1999 (вік 22 роки)      | Minnesota Duluth Bulldogs |
| 23 | З    | Ерін Амброз          | 1,65 м | 60 кг | 30 квітня 1994 (вік 27 років)    | PWHPA Toronto             |
| 24 | Н    | Наталі Спунер        | 1,78 м | 82 кг | 17 жовтня 1990 (вік 31 рік)      | PWHPA Toronto             |
| 26 | Н    | Емілі Кларк          | 1,70 м | 61 кг | 28 листопада 1995 (вік 26 років) | PWHPA Montreal            |
| 27 | Н    | Емма Мальте          | 1,63 м | 66 кг | 4 листопада 1999 (вік 22 роки)   | Ohio State Buckeyes       |
| 28 | З    | Міка Занді-Гарт      | 1,73 м | 68 кг | 13 січня 1997 (вік 25 років)     | PWHPA Calgary             |
| 29 | Н    | Марі-Філіп Пулен – C | 1,70 м | 73 кг | 28 березня 1991 (вік 30 років)   | PWHPA Montreal            |
| 35 | В    | Анн-Рене Десбін      | 1,75 м | 73 кг | 10 квітня 1994 (вік 27 років)    | PWHPA Montreal            |
| 38 | В    | Емеранс Машмаєр      | 1,68 м | 64 кг | 5 жовтня 1994 (вік 27 років)     | PWHPA Montreal            |
| 40 | Н    | Брейр Тернбулл – A   | 1,70 м | 69 кг | 15 липня 1993 (вік 28 років)     | PWHPA Calgary             |
| 42 | З    | Клер Томпсон         | 1,72 м | 60 кг | 28 січня 1998 (вік 24 роки)      | PWHPA Toronto             |
| 47 | Н    | Джеймі Лі Реттрей    | 1,68 м | 78 кг | 30 вересня 1992 (вік 29 років)   | PWHPA Toronto             |
| 50 | В    | Крістен Кемпбелл     | 1,78 м | 80 кг | 30 листопада 1997 (вік 24 роки)  | PWHPA Calgary             |

### Фінляндія
Склад збірної оголошено 20 січня 2022 року.
Головний тренер: Пасі Мустонен
| №  | Поз. | Ім'я              | Зріст  | Вага  | Дата народження                 | Клуб                    |
| -- | ---- | ----------------- | ------ | ----- | ------------------------------- | ----------------------- |
| 1  | В    | Евелійна Мякінен  | 1,75 м | 68 кг | 12 квітня 1995 (вік 26 років)   | Brynäs IF               |
| 2  | З    | Сіні Кар'ялайнен  | 1,74 м | 68 кг | 30 січня 1999 (вік 23 роки)     | Vermont Catamounts      |
| 6  | З    | Єнні Хійрікоскі   | 1,62 м | 62 кг | 30 березня 1987 (вік 34 роки)   | Luleå HF                |
| 7  | З    | Санні Рантала     | 1,73 м | 63 кг | 8 липня 2002 (вік 19 років)     | Kiekko-Espoo            |
| 8  | З    | Елла Війтасуо     | 1,72 м | 69 кг | 27 травня 1996 (вік 25 років)   | Kiekko-Espoo            |
| 9  | З    | Неллі Лайтінен    | 1,69 м | 62 кг | 29 квітня 2002 (вік 19 років)   | Kiekko-Espoo            |
| 10 | Н    | Еліза Холопайнен  | 1,66 м | 58 кг | 27 грудня 2001 (вік 20 років)   | Kiekko-Espoo            |
| 12 | Н    | Санні Ванханен    | 1,65 м | 57 кг | 1 липня 2005 (вік 16 років)     | Tappara U16             |
| 15 | З    | Мінтту Туомінен   | 1,65 м | 73 кг | 26 червня 1990 (вік 31 рік)     | Kiekko-Espoo            |
| 16 | Н    | Петра Ніемінен    | 1,69 м | 68 кг | 4 травня 1999 (вік 22 роки)     | Luleå HF                |
| 18 | В    | Меері Ряйсянен    | 1,70 м | 66 кг | 2 грудня 1989 (вік 32 роки)     | JYP U20 Akatemia        |
| 23 | Н    | Санні Хакала      | 1,54 м | 54 кг | 31 жовтня 1997 (вік 24 роки)    | HV71                    |
| 24 | Н    | Війві Вайнікка    | 1,66 м | 67 кг | 23 грудня 2001 (вік 20 років)   | Luleå HF                |
| 27 | Н    | Юлія Лійкала      | 1,66 м | 63 кг | 20 березня 2001 (вік 20 років)  | HIFK                    |
| 28 | Н    | Єннійна Нюлунд    | 1,71 м | 64 кг | 18 червня 1999 (вік 22 роки)    | St. Cloud State Huskies |
| 32 | Н    | Емілія Веса       | 1,77 м | 66 кг | 3 січня 2001 (вік 21 рік)       | Kiekko-Espoo            |
| 33 | Н    | Мішель Карвінен   | 1,67 м | 65 кг | 27 березня 1990 (вік 31 рік)    | Malmö Redhawks          |
| 34 | Н    | Софіанна Сунделін | 1,69 м | 55 кг | 13 січня 2003 (вік 19 років)    | Team Kuortane           |
| 36 | В    | Анні Кейсала      | 1,75 м | 80 кг | 5 квітня 1997 (вік 24 роки)     | Ilves                   |
| 40 | Н    | Ноора Тулус       | 1,65 м | 56 кг | 15 серпня 1995 (вік 26 років)   | Luleå HF                |
| 61 | Н    | Таня Нісканен     | 1,76 м | 72 кг | 11 вересня 1992 (вік 29 років)  | KalPa                   |
| 77 | Н    | Сусанна Тапані    | 1,77 м | 68 кг | 2 березня 1993 (вік 28 років)   | KRS Vanke Rays          |
| 88 | З    | Роня Саволайнен   | 1,77 м | 75 кг | 29 листопада 1997 (вік 24 роки) | Luleå HF                |

### ОКР
Склад збірної з 23 гравчинь оголошено 24 січня 2022 року. Попередня заявка, яку подав ОКР 2 лютого, містила тільки 19 гравчинь. Через позитивні результати тесту на COVID-19 попередньо заявлених воротарку Діану Фархутдінову, захисниць Ангеліну Гончаренко і Катерину Ніколаєву, нападницю Людмилу Бєлякову і капітанку Ольгу Сосіну вилучено зі складу, а натомість долучено резервну нападницю Поліна Лучникова. Воротарка Валерія Меркушева і захисниця Марія Баталова долучаться до збірної 3 лютого в Пекіні. Остаточний склад визначать перед матчем зі збірною Швейцарії, що відбудеться 4 лютого.
Головний тренер: Євген Бобарико
| №  | Поз. | Ім'я                | Зріст  | Вага  | Дата народження                  | Клуб                       |
| -- | ---- | ------------------- | ------ | ----- | -------------------------------- | -------------------------- |
| 4  | З    | Юлія Смирнова       | 1,63 м | 55 кг | 8 травня 1998 (вік 23 роки)      | Dynamo-Neva St. Petersburg |
| 12 | З    | Марія Пєчнікова     | 1,78 м | 60 кг | 8 червня 1992 (вік 29 років)     | Agidel Ufa                 |
| 13 | З    | Ніна Пирогова       | 1,73 м | 60 кг | 26 січня 1999 (вік 23 роки)      | HC Tornado                 |
| 15 | Н    | Валерія Павлова     | 1,78 м | 78 кг | 15 квітня 1995 (вік 26 років)    | Biryusa Krasnoyarsk        |
| 17 | Н    | Фануза Кадірова     | 1,61 м | 59 кг | 6 квітня 1998 (вік 23 роки)      | Dynamo-Neva St. Petersburg |
| 19 | З    | Олена Проворова     | 1,65 м | 63 кг | 22 листопада 2001 (вік 20 років) | СКІФ (хокейний клуб)       |
| 21 | Н    | Поліна Болгарева    | 1,67 м | 65 кг | 6 лютого 1999 (вік 22 роки)      | Dynamo-Neva St. Petersburg |
| 23 | В    | Дар'я Гредзен       | 1,76 м | 68 кг | 23 березня 2004 (вік 17 років)   | Biryusa Krasnoyarsk        |
| 26 | Н    | Катерина Добродєєва | 1,59 м | 58 кг | 10 грудня 1999 (вік 22 роки)     | Biryusa Krasnoyarsk        |
| 27 | Н    | Вероніка Коржакова  | 1,68 м | 62 кг | 9 червня 2003 (вік 18 років)     | Agidel Ufa                 |
| 29 | Н    | Олександра Вафіна   | 1,64 м | 57 кг | 28 липня 1990 (34 роки)          | Dynamo-Neva St. Petersburg |
| 42 | Н    | Оксана Братищева    | 1,65 м | 54 кг | 5 червня 2000 (вік 21 рік)       | СКІФ (хокейний клуб)       |
| 59 | Н    | Олена Дергачова     | 1,58 м | 54 кг | 8 листопада 1995 (вік 26 років)  | HC Tornado                 |
| 69 | В    | Марія Сорокіна      | 1,66 м | 65 кг | 19 серпня 1995 (вік 26 років)    | Agidel Ufa                 |
| 70 | З    | Анна Шибанова       | 1,62 м | 63 кг | 10 листопада 1994 (вік 27 років) | Agidel Ufa                 |
| 72 | З    | Анна Савоніна       | 1,65 м | 65 кг | 5 грудня 2001 (вік 20 років)     | HC Tornado                 |
| 73 | Н    | Вікторія Кулішова   | 1,71 м | 62 кг | 12 серпня 1999 (вік 22 роки)     | СКІФ (хокейний клуб)       |
| 79 | Н    | Ландиш Фаляхова     | 1,58 м | 54 кг | 31 серпня 1999 (вік 22 роки)     | СКІФ (хокейний клуб)       |
| 97 | Н    | Анна Шохіна         | 1,68 м | 67 кг | 23 червня 1997 (вік 24 роки)     | HC Tornado                 |
| 99 | Н    | Поліна Лучникова    | 1,67 м | 68 кг | 30 січня 2002 (вік 20 років)     | Agidel Ufa                 |

### Швейцарія
Склад збірної оголошено 14 січня 2022 року.
Головний тренер: Колін Мюллер
| №  | Поз. | Ім'я            | Зріст  | Вага  | Дата народження                | Клуб                 |
| -- | ---- | --------------- | ------ | ----- | ------------------------------ | -------------------- |
| 3  | З    | Сара Форстер    | 1,68 м | 66 кг | 19 березня 1993 (вік 28 років) | AIK IF               |
| 7  | Н    | Лара Штальдер   | 1,67 м | 63 кг | 15 травня 1994 (вік 27 років)  | Brynäs IF            |
| 8  | Н    | Калег Кеннек    | 1,72 м | 80 кг | 15 лютого 1998 (вік 23 роки)   | Montreal Carabins    |
| 9  | З    | Шеннон Зіґріст  | 1,67 м | 68 кг | 20 квітня 1999 (вік 22 роки)   | Linköping HC         |
| 12 | Н    | Ліза Рюеді      | 1,67 м | 67 кг | 3 листопада 2000 (вік 21 рік)  | ZSC Lions            |
| 14 | Н    | Евеліна Разеллі | 1,70 м | 61 кг | 3 травня 1992 (вік 29 років)   | Boston Pride         |
| 15 | Н    | Лаура Ціммерман | 1,63 м | 69 кг | 5 квітня 2003 (вік 18 років)   | EV Bomo Thun         |
| 16 | З    | Ніколь Валларіо | 1,66 м | 66 кг | 30 серпня 2001 (вік 20 років)  | St. Thomas Tommies   |
| 17 | З    | Лара Крістен    | 1,63 м | 64 кг | 2 жовтня 2002 (вік 19 років)   | ZSC Lions            |
| 18 | З    | Штефані Ветлі   | 1,73 м | 67 кг | 4 лютого 2000 (вік 21 рік)     | HT Thurgau Ladies    |
| 20 | В    | Андреа Бранді   | 1,67 м | 72 кг | 5 червня 1997 (вік 24 роки)    | Ohio State Buckeyes  |
| 21 | Н    | Рагель Енцлер   | 1,63 м | 66 кг | 30 липня 2000 (вік 21 рік)     | Maine Black Bears    |
| 22 | З    | Сіня Ліман      | 1,66 м | 60 кг | 19 квітня 2002 (вік 19 років)  | ZSC Lions            |
| 23 | З    | Ніколь Булло    | 1,60 м | 54 кг | 18 липня 1987 (вік 34 роки)    | HC Ladies Lugano     |
| 24 | Н    | Ноемі Рінер     | 1,65 м | 62 кг | 24 квітня 2000 (вік 21 рік)    | Luleå HF/MSSK        |
| 25 | Н    | Аліна Мюллер    | 1,67 м | 65 кг | 12 березня 1998 (вік 23 роки)  | Northeastern Huskies |
| 26 | Н    | Домінік Рюеґґ   | 1,73 м | 79 кг | 5 лютого 1996 (вік 25 років)   | ZSC Lions            |
| 28 | Н    | Аліна Марті     | 1,67 м | 66 кг | 23 квітня 2004 (вік 17 років)  | ZSC Lions            |
| 29 | В    | Саскія Маурер   | 1,66 м | 59 кг | 29 липня 2001 (вік 20 років)   | St. Thomas Tommies   |
| 39 | В    | Каролін Спіс    | 1,68 м | 66 кг | 2 липня 2002 (вік 19 років)    | EHC Basel            |
| 71 | Н    | Лена Марія Лутц | 1,66 м | 68 кг | 12 липня 2001 (вік 20 років)   | HC Ladies Lugano     |
| 88 | Н    | Фебе Станц      | 1,61 м | 58 кг | 7 січня 1994 (вік 28 років)    | Leksands IF          |
| 98 | Н    | Кілі Мой        | 1,75 м | 74 кг | 23 квітня 1998 (вік 23 роки)   | Harvard Crimson      |

### США
Склад збірної оголошено 2 січня 2022 року.
Головний тренер: Джоел Джонсон
| №  | Поз. | Ім'я                     | Зріст  | Вага  | Дата народження                  | Клуб                          |
| -- | ---- | ------------------------ | ------ | ----- | -------------------------------- | ----------------------------- |
| 2  | З    | Лі Стеклін               | 1,83 м | 77 кг | 23 квітня 1994 (вік 27 років)    | PWHPA Minnesota               |
| 3  | З    | Кайла Барнс              | 1,57 м | 63 кг | 7 січня 1999 (вік 23 роки)       | Boston College Eagles         |
| 4  | З    | Керолайн Гарві           | 1,70 м | 73 кг | 14 жовтня 2002 (вік 19 років)    | North American Hockey Academy |
| 5  | З    | Меган Келлер             | 1,80 м | 75 кг | 1 травня 1996 (вік 25 років)     | PWHPA New Hampshire           |
| 9  | З    | Меган Бозек              | 1,73 м | 80 кг | 27 березня 1991 (вік 30 років)   | KRS Vanke Rays                |
| 11 | Н    | Еббі Роке                | 1,70 м | 82 кг | 25 вересня 1997 (вік 24 роки)    | PWHPA Minnesota               |
| 12 | Н    | Келлі Паннек             | 1,73 м | 75 кг | 29 грудня 1995 (вік 26 років)    | PWHPA Minnesota               |
| 13 | Н    | Грейс Замвінкл           | 1,75 м | 75 кг | 23 квітня 1999 (вік 22 роки)     | Minnesota Golden Gophers      |
| 14 | Н    | Бріанна Деккер           | 1,63 м | 67 кг | 13 травня 1991 (вік 30 років)    | PWHPA New Hampshire           |
| 15 | З    | Саванна Гермон           | 1,60 м | 67 кг | 27 жовтня 1995 (вік 26 років)    | PWHPA Minnesota               |
| 16 | Н    | Гейлі Скамурра           | 1,73 м | 73 кг | 14 грудня 1994 (вік 27 років)    | PWHPA New Hampshire           |
| 18 | Н    | Джессі Комфер            | 1,73 м | 68 кг | 1 липня 1999 (вік 22 роки)       | Boston University Terriers    |
| 19 | З    | Джинсі Данн              | 1,68 м | 70 кг | 15 травня 1997 (вік 24 роки)     | PWHPA New Hampshire           |
| 20 | Н    | Ганна Брандт             | 1,68 м | 68 кг | 27 листопада 1993 (вік 28 років) | PWHPA Minnesota               |
| 21 | Н    | Гіларі Найт              | 1,80 м | 78 кг | 12 липня 1989 (вік 32 роки)      | PWHPA Minnesota               |
| 24 | Н    | Дані Камеранезі          | 1,65 м | 70 кг | 30 червня 1995 (вік 26 років)    | PWHPA Minnesota               |
| 25 | Н    | Александра Карпентер     | 1,70 м | 70 кг | 13 квітня 1994 (вік 27 років)    | KRS Vanke Rays                |
| 26 | Н    | Кендалл Койн-Скофілд – C | 1,57 м | 57 кг | 25 травня 1992 (вік 29 років)    | PWHPA Minnesota               |
| 28 | Н    | Аманда Кессель           | 1,68 м | 59 кг | 28 серпня 1991 (вік 30 років)    | PWHPA New Hampshire           |
| 29 | G    | Нікол Генслі             | 1,68 м | 70 кг | 23 червня 1994 (вік 27 років)    | PWHPA New Hampshire           |
| 33 | В    | Алекс Кавалліні          | 1,70 м | 70 кг | 3 січня 1992 (вік 30 років)      | PWHPA Minnesota               |
| 35 | В    | Медді Руні               | 1,65 м | 66 кг | 7 липня 1997 (вік 24 роки)       | PWHPA Minnesota               |
| 37 | Н    | Еббі Мерфі               | 1,65 м | 66 кг | 14 квітня 2002 (вік 19 років)    | Minnesota Golden Gophers      |

## Група B

### Китай
Склад збірної оголошено 28 січня 2022 року.
Головний тренер :  Браян Ідалскі
| №  | Поз. | Ім'я         | Зріст  | Вага  | Дата народження                | Клуб           |
| -- | ---- | ------------ | ------ | ----- | ------------------------------ | -------------- |
| 2  | З    | Юй Байвей    | 1,66 м | 66 кг | 17 липня 1988 (вік 33 роки)    | KRS Vanke Rays |
| 5  | З    | Хуан Хуейер  | 1,62 м | 61 кг | 5 вересня 2000 (вік 21 рік)    | KRS Vanke Rays |
| 7  | Н    | Чжан Мен'їн  | 1,70 м | 68 кг | 22 грудня 1993 (вік 28 років)  | KRS Vanke Rays |
| 8  | Н    | Лінь Ціці    | 1,65 м | 64 кг | 12 травня 1996 (вік 25 років)  | KRS Vanke Rays |
| 10 | Н    | Хе синь      | 1,68 м | 58 кг | 24 липня 1996 (вік 25 років)   | KRS Vanke Rays |
| 15 | Н    | Ху Баочжень  | 1,72 м | 69 кг | 24 вересня 1994 (вік 27 років) | KRS Vanke Rays |
| 17 | Н    | Кан Мулань   | 1,62 м | 67 кг | 14 червня 2001 (вік 20 років)  | KRS Vanke Rays |
| 19 | Н    | Лінь Цзясинь | 1,60 м | 61 кг | 1 квітня 2002 (вік 19 років)   | KRS Vanke Rays |
| 23 | Н    | Фан Синь     | 1,70 м | 54 кг | 10 травня 1994 (вік 27 років)  | KRS Vanke Rays |
| 24 | В    | Ван Юйцин    | 1,69 м | 59 кг | 29 березня 1991 (вік 30 років) | KRS Vanke Rays |
| 26 | Н    | Гуань Їн'їн  | 1,67 м | 62 кг | 13 вересня 1995 (вік 26 років) | KRS Vanke Rays |
| 28 | З    | Анна Фей     | 1,69 м | 62 кг | 13 жовтня 2000 (вік 21 рік)    | KRS Vanke Rays |
| 33 | В    | Чжоу Цзяїн   | 1,75 м | 65 кг | 4 жовтня 1995 (вік 26 років)   | KRS Vanke Rays |
| 34 | Н    | Мі Ле        | 1,75 м | 75 кг | 16 лютого 1996 (вік 25 років)  | KRS Vanke Rays |
| 44 | Н    | Лі Бейка     | 1,78 м | 84 кг | 21 січня 1997 (вік 25 років)   | KRS Vanke Rays |
| 49 | З    | Ван Юйтін    | 1,70 м | 67 кг | 29 березня 1991 (вік 30 років) | KRS Vanke Rays |
| 51 | Н    | Чжан Сіфан   | 1,65 м | 63 кг | 20 грудня 2000 (вік 21 рік)    | KRS Vanke Rays |
| 66 | З    | Ля Цяньхуа   | 1,65 м | 65 кг | 6 червня 2002 (вік 19 років)   | KRS Vanke Rays |
| 88 | В    | Чень Тія     | 1,67 м | 68 кг | 3 вересня 2002 (вік 19 років)  | KRS Vanke Rays |
| 91 | F    | Лінь Ні      | 1,60 м | 58 кг | 29 квітня 1991 (вік 30 років)  | KRS Vanke Rays |
| 93 | З    | Лю Чжисинь   | 1,79 м | 78 кг | 25 квітня 1993 (вік 28 років)  | KRS Vanke Rays |
| 97 | З    | Чжао Цінань  | 1,70 м | 60 кг | 29 вересня 1997 (вік 24 роки)  | KRS Vanke Rays |
| 98 | Н    | Чжу Жуй      | 1,62 м | 58 кг | 23 квітня 1998 (вік 23 роки)   | KRS Vanke Rays |

### Чехія
Склад збірної оголошено 13 січня 2022 року.
Головний тренер: Томаш Паціна
| №  | Поз. | Ім'я                 | Зріст  | Вага  | Дата народження                  | Клуб                       |
| -- | ---- | -------------------- | ------ | ----- | -------------------------------- | -------------------------- |
| 1  | В    | Вікторіє Швейдова    | 1,68 м | 65 кг | 24 червня 2002 (вік 19 років)    | МОДО                       |
| 2  | З    | Анета Тейралова      | 1,64 м | 53 кг | 4 січня 1996 (вік 26 років)      | СКІФ (хокейний клуб)       |
| 4  | З    | Даніела Пейшова      | 1,73 м | 73 кг | 14 серпня 2002 (вік 19 років)    | Modo Hockey                |
| 5  | З    | Саманта Коловратова  | 1,70 м | 71 кг | 12 липня 1996 (вік 25 років)     | Brynäs IF                  |
| 7  | Н    | Ленка Сердар         | 1,72 м | 63 кг | 21 липня 1997 (вік 24 роки)      | Linköping HC               |
| 9  | Н    | Алена Міллс – C      | 1,73 м | 80 кг | 9 червня 1990 (вік 31 рік)       | KRS Vanke Rays             |
| 10 | Н    | Деніса Кршишова      | 1,65 м | 68 кг | 3 листопада 1994 (вік 27 років)  | Brynäs IF                  |
| 12 | Н    | Клара Гимларова      | 1,62 м | 67 кг | 27 лютого 1999 (вік 22 роки)     | St. Cloud State Huskies    |
| 14 | З    | Домініка Ласкова     | 1,64 м | 71 кг | 20 грудня 1996 (вік 25 років)    | Merrimack Warriors         |
| 15 | Н    | Анета Ледлова        | 1,68 м | 76 кг | 31 грудня 1996 (вік 25 років)    | SK Trhači Kadaň            |
| 16 | Н    | Катержина Мражова    | 1,63 м | 64 кг | 19 жовтня 1992 (вік 29 років)    | Brynäs IF                  |
| 17 | З    | Павліна Горалкова    | 1,66 м | 61 кг | 24 травня 1991 (вік 30 років)    | Biryusa Krasnoyarsk        |
| 18 | Н    | Міхаела Пейжлова     | 1,70 м | 66 кг | 4 червня 1997 (вік 24 роки)      | Stadin Gimmat              |
| 19 | Н    | Наталі Млинкова      | 1,61 м | 63 кг | 24 травня 2001 (вік 20 років)    | Vermont Catamounts         |
| 21 | Н    | Тереза Ванішова      | 1,70 м | 64 кг | 30 січня 1996 (вік 26 років)     | Leksands IF                |
| 23 | Н    | Катержина Букольська | 1,70 м | 70 кг | 6 березня 1997 (вік 24 роки)     | Leksands IF                |
| 24 | З    | Сара Чаянова         | 1,68 м | 63 кг | 10 грудня 2002 (вік 19 років)    | HC Bobři Valašské Meziříčí |
| 25 | Н    | Крістіна Паткова     | 1,67 м | 69 кг | 17 червня 1998 (вік 23 роки)     | Vermont Catamounts         |
| 26 | Н    | Вендула Пршибилова   | 1,71 м | 78 кг | 23 березня 1996 (вік 25 років)   | AIK IF                     |
| 27 | З    | Тереза Радова        | 1,72 м | 73 кг | 22 листопада 2001 (вік 20 років) | Göteborg HC                |
| 28 | Н    | Ноемі Нойбауерова    | 1,73 м | 69 кг | 15 грудня 1999 (вік 22 роки)     | Colgate Raiders            |
| 29 | В    | Клара Песларова      | 1,64 м | 63 кг | 23 листопада 1996 (вік 25 років) | МОДО                       |
| 30 | В    | Катержина Зеховська  | 1,65 м | 78 кг | 4 листопада 1998 (вік 23 роки)   | HC Draci Bílina            |

### Данія
Склад збірної оголошено 10 січня 2022 року.
Головний тренер: Петер Еландер
| №  | Поз. | Ім'я                    | Зріст  | Вага  | Дата народження                 | Клуб              |
| -- | ---- | ----------------------- | ------ | ----- | ------------------------------- | ----------------- |
| 2  | З    | Крістіне Мельберґ       | 1,69 м | 69 кг | 28 грудня 2000 (вік 21 рік)     | IF Malmö          |
| 4  | Н    | Сільке Ґлуд             | 1,75 м | 65 кг | 3 березня 1996 (вік 25 років)   | Rødovre SIK       |
| 8  | Н    | Йосефіне Перссон        | 1,76 м | 69 кг | 28 березня 1994 (вік 27 років)  | Luleå HF          |
| 11 | З    | Амаліє Андерсен         | 1,73 м | 73 кг | 6 жовтня 1999 (вік 22 роки)     | Maine Black Bears |
| 13 | Н    | Мішель Брікс            | 1,69 м | 75 кг | 10 липня 1996 (вік 25 років)    | Odense IK         |
| 14 | Н    | Ніколін Єнсен – A       | 1,65 м | 65 кг | 8 листопада 1992 (вік 29 років) | HV71              |
| 15 | З    | Аманда Рефсґор          | 1,75 м | 63 кг | 8 березня 2001 (вік 20 років)   | Rødovre SIK       |
| 17 | Н    | Софія Скрівер           | 1,65 м | 60 кг | 7 червня 2003 (вік 18 років)    | Luleå HF          |
| 18 | Н    | Марія Петерс            | 1,68 м | 60 кг | 16 вересня 1999 (вік 22 роки)   | Odense IK         |
| 19 | З    | Йосефіне Асперур        | 1,63 м | 64 кг | 21 липня 1992 (вік 29 років)    | IF Malmö          |
| 21 | Н    | Мішель Вайс             | 1,69 м | 59 кг | 10 квітня 1997 (вік 24 роки)    | Maine Black Bears |
| 22 | З    | Софі Скотт              | 1,72 м | 62 кг | 14 червня 2002 (вік 19 років)   | Hvidovre IK       |
| 23 | Н    | Юлі Оксб'єрґ            | 1,78 м | 67 кг | 2 грудня 2000 (вік 21 рік)      | Odense IK         |
| 27 | Н    | Ліллі Фріїс-Гансен      | 1,63 м | 55 кг | 27 січня 2000 (вік 22 роки)     | RPI Engineers     |
| 30 | В    | Ліса Єнсен              | 1,65 м | 61 кг | 26 лютого 1997 (вік 24 роки)    | IF Malmö          |
| 33 | В    | Емма-Софі Нордстрем     | 1,77 м | 75 кг | 5 листопада 2002 (вік 19 років) | Linköping HC      |
| 44 | Н    | Юлі Естерґор            | 1,70 м | 65 кг | 6 серпня 1995 (вік 26 років)    | Hvidovre IK       |
| 50 | Н    | Мія Бау Гансен          | 1,67 м | 65 кг | 22 червня 1995 (вік 26 років)   | IF Malmö          |
| 63 | Н    | Йосефіне Якобсен – C    | 1,70 м | 72 кг | 17 травня 1991 (вік 30 років)   | Djurgårdens IF    |
| 68 | Н    | Емма Расселл            | 1,68 м | 75 кг | 18 серпня 1995 (вік 26 років)   | Rødovre SIK       |
| 72 | В    | Кассандра Репсток-Ромме | 1,71 м | 72 кг | 26 серпня 2001 (вік 20 років)   | Hvidovre IK       |
| 87 | З    | Сімоне Жаке Трісо       | 1,80 м | 72 кг | 23 квітня 1987 (вік 34 роки)    | Aalborg IK        |
| 89 | З    | Малене Франдсен         | 1,78 м | 68 кг | 25 жовтня 1995 (вік 26 років)   | IF Malmö          |

### Японія
Склад збірної оголошено 8 січня 2022 року.
Головний тренер: Yuji Iizuka
| №  | Поз. | Ім'я           | Зріст  | Вага  | Дата народження                  | Клуб                   |
| -- | ---- | -------------- | ------ | ----- | -------------------------------- | ---------------------- |
| 1  | В    | Нана Фудзімото | 1,63 м | 55 кг | 3 березня 1989 (вік 32 роки)     | Färjestad BK           |
| 2  | З    | Сіорі Койке    | 1,59 м | 53 кг | 21 березня 1993 (вік 28 років)   | DK Peregrine           |
| 3  | З    | Сіґа Аоі       | 1,65 м | 60 кг | 4 липня 1999 (вік 22 роки)       | Toyota Cygnus          |
| 4  | З    | Аяка Токо      | 1,61 м | 58 кг | 22 серпня 1994 (вік 27 років)    | Seibu Princess Rabbits |
| 6  | З    | Судзукі Сена   | 1,67 м | 56 кг | 4 серпня 1991 (вік 30 років)     | Seibu Princess Rabbits |
| 7  | З    | Кавасіма Юкіко | 1,63 м | 63 кг | 16 листопада 1996 (вік 25 років) | DK Peregrine           |
| 8  | З    | Акане Хосямада | 1,63 м | 59 кг | 9 березня 1992 (вік 29 років)    | DK Peregrine           |
| 10 | Н    | Харуна Йонеяма | 1,60 м | 53 кг | 7 листопада 1991 (вік 30 років)  | DK Peregrine           |
| 11 | Н    | Меї Міура      | 1,62 м | 63 кг | 16 листопада 1998 (вік 23 роки)  | Toyota Cygnus          |
| 12 | Н    | Тіхо Осава – C | 1,62 м | 63 кг | 10 лютого 1992 (вік 29 років)    | Luleå HF               |
| 14 | Н    | Харука Токо    | 1,67 м | 64 кг | 16 березня 1997 (вік 24 роки)    | Seibu Princess Rabbits |
| 15 | Н    | Руї Укіта      | 1,69 м | 69 кг | 6 червня 1996 (вік 25 років)     | Daishin                |
| 16 | Н    | Акане Сіґа     | 1,65 м | 61 кг | 3 березня 2001 (вік 20 років)    | Toyota Cygnus          |
| 18 | Н    | Судзука Така   | 1,61 м | 53 кг | 16 жовтня 1996 (вік 25 років)    | DK Peregrine           |
| 19 | Н    | Отакі Тіка     | 1,60 м | 53 кг | 14 грудня 1998 (вік 23 роки)     | DK Peregrine           |
| 20 | В    | Масухара Мію   | 1,57 м | 43 кг | 4 жовтня 2001 (вік 20 років)     | DK Peregrine           |
| 21 | Н    | Кубо Ханае     | 1,68 м | 64 кг | 10 грудня 1982 (вік 39 років)    | Seibu Princess Rabbits |
| 22 | Н    | Сісіуті Міхо   | 1,65 м | 60 кг | 21 серпня 1992 (вік 29 років)    | Toyota Cygnus          |
| 23 | Н    | Хікару Ямасіта | 1,57 м | 54 кг | 23 вересня 2000 (вік 21 рік)     | Seibu Princess Rabbits |
| 27 | Н    | Ремі Кояма     | 1,46 м | 52 кг | 17 липня 2000 (вік 21 рік)       | Seibu Princess Rabbits |
| 28 | З    | Ямасіта Сіорі  | 1,58 м | 50 кг | 28 квітня 2002 (вік 19 років)    | Seibu Princess Rabbits |
| 30 | В    | Акане Конісі   | 1,66 м | 70 кг | 14 серпня 1995 (вік 26 років)    | Seibu Princess Rabbits |

### Швеція
Склад збірної оголошено 19 січня 2022 року. Вибрані гравчині Еммі Аласальмі, Сара Ґран, Ліннеа Гедін і Ганна Ольссон вже мали вирушати до Пекіна, але їхній тест на Ковід-19 виявився позитивним, тому замість них поїхали Ліннеа Андерссон, Паула Берґстрем, Лінн Петерсон і Аґнес Окер.
Головний тренер: Ульф Лундберґ
| №  | Поз. | Ім'я                    | Зріст  | Вага  | Дата народження                | Клуб                      |
| -- | ---- | ----------------------- | ------ | ----- | ------------------------------ | ------------------------- |
| 1  | В    | Аґнес Окер              | 1,70 м | 61 кг | 22 липня 1997 (вік 24 роки)    | AIK                       |
| 3  | З    | Анна Чельбін            | 1,70 м | 63 кг | 16 березня 1994 (вік 27 років) | Luleå HF/MSSK             |
| 4  | З    | Ліннеа Андерссон        | 1,71 м | 61 кг | 30 вересня 1998 (вік 23 роки)  | HV71                      |
| 5  | З    | Юганна Фельман          | 1,73 м | 72 кг | 21 червня 1990 (вік 31 рік)    | Luleå HF/MSSK             |
| 8  | З    | Ебба Берґлунд           | 1,60 м | 65 кг | 13 червня 1998 (вік 23 роки)   | HV71                      |
| 9  | З    | Джессіка Адольфссон     | 1,76 м | 74 кг | 15 липня 1998 (вік 23 роки)    | Linköping HC              |
| 10 | З    | Міна Ваксін             | 1,65 м | 63 кг | 29 квітня 2001 (вік 20 років)  | Brynäs IF                 |
| 11 | Н    | Джозефін Бувенґ         | 1,73 м | 66 кг | 15 травня 2001 (вік 20 років)  | Brynäs IF                 |
| 12 | З    | Мая Нюлен Перссон       | 1,62 м | 66 кг | 20 листопада 2000 (вік 21 рік) | Brynäs IF                 |
| 13 | Н    | Емма Мурен              | 1,66 м | 65 кг | 17 січня 1998 (вік 24 роки)    | Brynäs IF                 |
| 15 | Н    | Ліза Юганссон           | 1,61 м | 59 кг | 11 квітня 1992 (вік 29 років)  | AIK                       |
| 16 | Н    | Ліннеа Юганссон         | 1,71 м | 65 кг | 5 квітня 2002 (вік 19 років)   | Linköping HC              |
| 17 | Н    | Софі Лундін             | 1,64 м | 63 кг | 15 лютого 2000 (вік 21 рік)    | Djurgårdens IF            |
| 19 | Н    | Сара Гьяльмарссон       | 1,76 м | 72 кг | 8 лютого 1998 (вік 23 роки)    | Providence Friars         |
| 20 | З    | Паула Берґстрем         | 1,72   |       | 26 січня 1999 (вік 23 роки)    | Modo Hockey               |
| 22 | Н    | Лінн Петерсон           | 1,74 м | 75 кг | 8 січня 1994 (вік 28 років)    | Luleå HF/MSSK             |
| 24 | Н    | Фелізія Вікнер-Зенкевич | 1,65 м | 52 кг | 17 вересня 1999 (вік 22 роки)  | HV71                      |
| 25 | Н    | Ліна Л'юнґблом          | 1,67 м | 79 кг | 15 жовтня 2001 (вік 20 років)  | Modo Hockey               |
| 27 | Н    | Емма Нордін             | 1,68 м | 74 кг | 22 березня 1991 (вік 30 років) | Luleå HF/MSSK             |
| 28 | Н    | Michelle Löwenhielm     | 1,72 м | 66 кг | 22 березня 1995 (вік 26 років) | SDE Hockey                |
| 29 | Н    | Олівія Карлссон         | 1,74 м | 73 кг | 2 березня 1995 (вік 26 років)  | Modo Hockey               |
| 30 | В    | Емма Седерберґ          | 1,71 м | 69 кг | 18 лютого 1998 (вік 23 роки)   | Minnesota Duluth Bulldogs |
| 35 | В    | Іда Боман               | 1,67 м | 61 кг | 1 квітня 2003 (вік 18 років)   | Djurgårdens IF            |